# Рихтер, Соня
Соня Рихтер (дат. Sonja Richter; род. 4 января 1974 года, Эсбьерг, Дания) — датская актриса театра, кино и телевидения, многократная номинантка на премии «Роберт» и «Бодиль».

## Биография
Соня Рихтер родилась в 1974 году в Эсбьерге. Она изучала актёрское мастерство в Оденсе. В 2001 году появилась в эпизоде телесериала Skjulte spor. В кино дебютировала в 2002 году, исполнив главную роль в фильме Сюзанны Бир «Открытые сердца». Эта работа принесла ей номинации на премии «Роберт» и «Бодиль» в категории «Лучшая актриса». В 2004 году появилась в драме «В твоих руках», за что вновь удостоилась номинаций на «Роберт» и «Бодиль».
В 2013 году снялась в фильме «Мистериум. Начало», за который вновь была номинирована на ведущие кинопремии Дании, в 2014 году — в драме Томми Ли Джонса «Местный». В 2015 году исполнила одну из главных ролей во втором сезоне телесериала «Обман».
В 2022 году вышел триллер "Любовь для взрослых" с её участием.
Также играет в театре.